# Ifeanyi Emeghara
Ifeanyi Innocent Emeghara (ur. 24 marca 1984 w Lagos) – piłkarz nigeryjski grający na pozycji lewego obrońcy lub pomocnika.

## Kariera klubowa
Emeghara pochodzi z Lagos i tam też rozpoczął piłkarską karierę w klubie FC Ebedei. W latach 2002–2003 występował w jego barwach w rozgrywkach drugiej lidze nigeryjskiej. Latem 2003 wyjechał do Serbii i przez jeden sezon występował w drugoligowym Teleoptiku Belgrad. W 2004 roku przeszedł do pierwszoligowego Partizana Belgrad. W Partizanie grał w pierwszym składzie, a w 2005 roku wywalczył z nim mistrzostwo Serbii i Czarnogóry.
Na początku 2006 roku Ifeanyi przeniósł się do Rumunii. Podpisał czteroletni z Politehnicą Timișoara, która zapłaciła za niego sumę 650 tysięcy dolarów. W Politehnice także był podstawowym zawodnikiem i zajmował z tym klubem miejsca w środku tabeli.
Latem 2007 zainteresowały się nim trzy czołowe kluby w kraju: Steaua Bukareszt, Rapid Bukareszt i FC Dinamo Bukareszt. Ostatecznie Emeghara przeszedł do pierwszego z nich, a prezes klubu Gigi Becali zapłacił za niego 1,2 miliona euro. Początkowo pojawiły się jednak problemy z sercem zawodnika (większe serce niż przeciętnego człowieka), ale lekarze uznali, iż nie zagraża to uprawianiu sportu. W zespole Steauy Emeghara zadebiutował 16 września w zremisowanych 0:0 derbach z Rapidem. W 2008 roku wywalczył wicemistrzostwo Rumunii. W 2011 roku zdobył Puchar Rumunii. W 2012 roku odszedł ze Steauy. W 2013 roku rozegrał 4 mecze w azerskim FK Qəbələ.
| Sezon   | Klub                  | Kraj                | Rozgrywki           | Mecze | Bramki |
| ------- | --------------------- | ------------------- | ------------------- | ----- | ------ |
| 2002    | FC Ebedei             | Nigeria             | II liga             | ?     | ?      |
| 2003    | FC Ebedei             | Nigeria             | II liga             | ?     | ?      |
| 2003/04 | Teleoptik Belgrad     | Serbia i Czarnogóra | II liga             | ?     | ?      |
| 2004/05 | FK Partizan           | Serbia i Czarnogóra | Meridijan Superliga | 24    | 0      |
| 2005/06 | FK Partizan           | Serbia i Czarnogóra | Meridijan Superliga | 12    | 0      |
| 2005/06 | Politehnica Timișoara | Rumunia             | Liga I              | 14    | 0      |
| 2006/07 | Politehnica Timișoara | Rumunia             | Liga I              | 28    | 0      |
| 2007/08 | Steaua Bukareszt      | Rumunia             | Liga I              | 12    | 0      |
| 2008/09 | Steaua Bukareszt      | Rumunia             | Liga I              | 0     | 0      |
| 2009/10 | Steaua Bukareszt      | Rumunia             | Liga I              | 11    | 0      |
| 2010/11 | Steaua Bukareszt      | Rumunia             | Liga I              | 11    | 0      |
| 2011/12 | Steaua Bukareszt      | Rumunia             | Liga I              | 8     | 0      |
| 2012/13 | FK Qəbələ             | Azerbejdżan         | Yuksek Liqa         | 4     | 0      |

## Kariera reprezentacyjna
W 2006 roku Emeghara został powołany do reprezentacji Nigerii na Puchar Narodów Afryki 2006, jednak odmówił wyjazdu na tę imprezę z powodu transferu do Politehniki. W kadrze narodowej ostatecznie zadebiutował 17 listopada 2007 roku w przegranym 0:1 meczu z Australią. W 2008 roku Berti Vogts powołał go do kadry na Puchar Narodów Afryki 2008.